# Making Fiends
Making Fiends är en amerikansk animerad TV-serie skapad av Amy Winfrey, som också gör många röster i serien. Serien är baserad på en webbserie med samma namn. Serien sänds på Nicktoons Network i USA. Serien visas också i Australien, Nya Zeeland och Nederländerna. Det är hittills okänd när serien kommer till Sverige.
I varje avsnitt finns ett musiknummer, oftast framfört av Charlotte. Serien har en unik animation: figurerna i serien består helt och hållet av bara en färg. Serien skulle egentligen sändas på Nickelodeon, men gavs istället till systerkanalen Nicktoons Network.

## Handling
Serien handlar om en elak flicka som heter Vendetta som kan göra "fiends" (monster). Hon styr staden Clamburg eftersom alla vuxna är rädda för henne. När den nya glada flickan Charlotte flyttar till staden från Vermont försöker Vendetta göra slut på henne, på grund av att hon är den enda som inte är rädd för henne och att hon konstant går henne på nerverna. Charlotte tror att de är bästa vänner och är ovetande om att Vendetta är ond. Hon tror också att alla monster Vendetta gör är valpar.
I skolan har de den nervöse Mr. Milk som lärare. Charlotte sitter bredvid Marion. Vendetta sitter med sin gigantiska hamster Grudge. Andra elever i klassen är Maggie, Marvin, Malachi och Mort. Charlotte bor med sin mormor Charlene. Vendetta bor med sina föräldrar, Violeta och Viktor, som har blivit nedkrympta och nu bor i en hamsterbur.

## Röster
- Amy Winfrey - Charlotte, Charlene, Marion, Maggie
- Aglaia Mortcheva - Vendetta, Violeta
- Peter Merryman - Mr. Milk, Grudge, Marvin, Malachi, Mort
- Dave Wasson - Viktor

1. ↑  Making Fiends Makes Debut on Nicktoons (på engelska), 16 oktober 2008, läs online.[källa från Wikidata]